# Sân bay Maio
Sân bay Maio (tiếng Bồ Đào Nha Aeroporto do Maio) (IATA: MMO, ICAO: GVMA) là một sân bay ở Cabo Verde, trên đảo Maio, cách thủ phủ đảo Villa Maio khoảng 3 km về phía bắc. Sân bay này có 1 đường băng dài 1196 m bề mặt nhựa đường.

## Các hãng hàng không và các tuyến bay
Hiện có các hãng hàng không sau đang hoạt động tại sân bay này:
- Cabo Verde Express (Sal)
- TACV (Praia)